# Streženice
Streženice (ungarisch Kebeles – bis 1907 Sztrezsenic) ist eine Gemeinde im Nordwesten der Slowakei, mit 1105 Einwohnern (Stand 31. Dezember 2024), die zum Okres Púchov, einem Teil des Trenčiansky kraj, gehört.

## Geographie
Die Gemeinde befindet sich in der Tallandschaft Považské podolie am Ostrand der Weißen Karpaten am rechten Ufer der Waag, knapp unterhalb der Mündung von Biela voda in den Fluss. Durch den Ort selbst fließen zwei kleine Bäche und zwar der Kebliansky potok und der Štepnický potok. Es gibt drei Mineralquellen, zwei am Westrand des Hauptortes und eine im Weiler Keblie. Der höchste Punkt ist der Hügel Keblie mit 546 m n.m. Das Ortszentrum liegt auf einer Höhe von 260 m n.m. und ist zweieinhalb Kilometer von Púchov entfernt.
Nachbargemeinden sind Púchov im Norden und Osten, Dolné Kočkovce im Südosten, Lednické Rovne im Süden und Horná Breznica im Westen.

## Geschichte
Streženice wurde zum ersten Mal 1408 als Stresnycza schriftlich erwähnt und gehörte zum Herrschaftsgebiet der Burg Lednica. 1598 standen 34 Häuser im Dorf, 1720 wohnten hier 17 Steuerpflichtige. 1784 hatte die Ortschaft 45 Häuser, 60 Haushalte und 311 Einwohner, 1828 zählte man 48 Häuser und 371 Einwohner, die als Landwirte beschäftigt waren.
Bis 1918 gehörte der im Komitat Trentschin liegende Ort zum Königreich Ungarn und kam danach zur Tschechoslowakei beziehungsweise heute Slowakei.

## Bevölkerung
| Jahr                | 1994 | 2004     | 2014     | 2024     |
| ------------------- | ---- | -------- | -------- | -------- |
| Anzahl der Personen | 769  | 853      | 949      | 1105     |
| Unterschied         |      | +10,92 % | +11,25 % | +16,43 % |

| Jahr                | 2023 | 2024    |
| ------------------- | ---- | ------- |
| Anzahl der Personen | 1084 | 1105    |
| Unterschied         |      | +1,93 % |

Gemäß der Volkszählung 2011 wohnten in Streženice 912 Einwohner, davon 856 Slowaken, jeweils drei Mährer und Tschechen, zwei Polen und ein Russine. 47 Einwohner machten keine Angabe zur Ethnie.
686 Einwohner bekannten sich zur römisch-katholischen Kirche, 105 Einwohner zur Evangelischen Kirche A. B., drei Einwohner zur evangelisch-methodistischen Kirche sowie jeweils ein Einwohner zur Bruderkirche, zur griechisch-katholischen Kirche und zur orthodoxen Kirche; sechs Einwohner bekannten sich zu einer anderen Konfession. 36 Einwohner waren konfessionslos und bei 73 Einwohnern wurde die Konfession nicht ermittelt.

## Söhne und Töchter der Gemeinde
- Milan Sládek (1938–2024), Pantomime, Regisseur und Autor